# レイ・カミングス
レイ・カミングス（Ray Cummings、1887年8月30日 - 1957年1月23日）は、アメリカ合衆国のSF作家。本名はレイモンド・キング・カミングス(Raymond King Cummings)。カミングズの表記もある。

## 生涯と作品
ニューヨーク生まれ。
10代の頃にプエルトリコのオレンジ園で働き、その後ワイオミングの石油坑、ブリティッシュコロンビアで金鉱探しなどの仕事をしていた。1914年から1919年まで、トーマス・エジソンの個人秘書として働く。1919年に『オール・ストーリー・ウィークリー』に発表した「The Girl in the Golden Atom」で作家デビュー。
A・メリット、マレイ・ラインスター、O・A・クラインらとともにパルプ・マガジン『アーゴシー』誌の常連として多くのSF作品を発表した。「SFパルプ小説の父」のひとりと称され、生涯に約750編の小説、短編小説を残した。他のペンネームに、レイ・キング（Ray King）、ガブリエル・カミングズ（Gabrielle Cummings）、ガブリエル・ウィルソン（Gabriel Wilson）などがある。
作家活動は1950年代まで40年間続いた。しかし雑誌に発表した作品が単行本として出版されたのは多くは1960年代になってからだった。ジョン・クルートが指摘しているように、レイ・カミングスのSFへの貢献は大きいもので、また人工重力など、SFで使われる概念のいくつかはカミングスによって初めて使用された。
1940年代には、「キャプテン・アメリカ」などのコミックの原作の執筆を、娘のベティと協力して手がけ、その中では「Princess of the Atom」のアイデアも利用している。
没後の2010年にFirst Fandom Hall of Fame awardを受賞。

## 作品

### 物質・宇宙・時間(Matter, Space and Time)シリーズ
- The Girl in the Golden Atom、1922年、改題The People of the Golden Atomm、1940年（『オール・ストーリー・ウィークリー』1919年3月19日、及び同誌1920年1月24日-）
- The Fire People （『アーゴシー・オールストーリー・ウィークリー』11922年10月21日-）
- 『時の塔』The Shadow Girl 1922年
  - 川口正吉訳『時の塔』ハヤカワSFシリーズ 1969年
  - 南山宏訳『時間ちょう特急』岩崎書店 1968年
  - 南山宏訳『時間けいさつ官』岩崎書店 1976年
  - 南山宏訳『ぬすまれたタイムマシン』岩崎書店 2003年
- 『時間を征服した男』The Man Who Mastered Time （『アーゴシー・オールストーリー・ウィークリー』1924年7月12日-）
  - 斉藤伯好訳『時間を征服した男』ハヤカワ文庫 1972年
  - 斉藤伯好訳『タイムマシン28000年』あかね書房 1982年
- Princess of the Atom　（『アーゴシー・オールストーリー・ウィークリー』1929年9月14日-）
- The Exile of Time （『アスタウンディング・ストーリーズ』1931年4月-）

### ターマ(Tama)シリーズ
- 1 『燃えつきた水星人』Tama of the Light Country （『アーゴシー』1930年12月13日）
  - 竹中芳訳『燃えつきた水星人』久保書店QTブックス 1975年
- 2 『水星征服計画』Tama, Princess of Mercury （『アーゴシー』1931年6月27日）
  - 森川かおる訳『水星征服計画』久保書店QTブックス 1979年

### Gregg Haljanシリーズ
- 1 『月面の盗賊』Brigands of the Moon （『アスタウンディング・ストーリーズ・オブ・スーパーサイエンス』1930年3月-）
  - 斉藤伯好訳『月面の盗賊』ハヤカワ文庫 1976年
- 2 Wandl, the Invader （『アスタウンディング・ストーリーズ』1932年2月-）

### Crimes of the Year 2000シリーズ
- 1 Crimes of the Year 2000 （『Detective Fiction Weekly』1935年7月6日）
- 2 Studio Crime （『Detective Fiction Weekly』1935年7月20日、改題Crimes of the Year 2000: No. 2, The Television Alibi、1942年）
- 3 Death in the Fog Tower （『Detective Fiction Weekly』1935年8月3日）、改題Crimes of the Year 2000 – Fog Tower、1945年

### Robot Sagaシリーズ
- 1 Decadence （『スリリング・ワンダー・ストーリーズ』1941年12月）
- 2 Fugitive （『スリリング・ワンダー・ストーリーズ』1942年2月）
- 3 Regenaration （『スリリング・ワンダー・ストーリーズ』1942年4月）

### 他の長編
- The Man on the Meteor （『サイエンス・アンド・インヴェンション』1924年1月-）
- Tarrano the Conqueror （『サイエンス・アンド・インヴェンション』1925年7月-）
- Explorers Into Infinity　（『ウィアード・テイルズ』1927年4月、改題The Giant World 1928年）
- 『宇宙の果てを超えて』Beyond the Stars （『アーゴシー・オールストーリー・ウィークリー』1928年2月11日）
  - 斎藤伯好訳『宇宙の果てを超えて』ハヤカワ文庫 1970年
- A Brand New World （『アーゴシー・オールストーリー・ウィークリー』1928年9月22日）
- The Sea Girl （『アーゴシー・オールストーリー・ウィークリー』1929年3月2日-）
- The Snow Girl （『アーゴシー』1929年11月2日-）
- The Jungle Rebellion （『アーゴシー』1931年10月31日-）
- The Insect Invasion （『アーゴシー』1932年4月16日-）
- The Fire Planet （『アーゴシー』1933年9月23日-）
- Flood （『アーゴシー』1934年7月28日-）
- Beyond the Vanishing Point、 1958年
- The Phantom Detective: Murder Trail、1965年
- Into the 4th Dimension、1981年
- The White Invaders、2007年

### タビー(Tubby Maguire)シリーズ（短編）
- The Light Machine （『オール・ストーリー・ウィークリー』1920年6月19日)
- The Man Who Discovered Nothing （『オール・ストーリー・ウィークリー』1920年7月10日)
- Moon Madness （『アーゴシー・オールストーリー・ウィークリー』April 23, 1921年4月23日)
- The Gravity Professor （『アーゴシー・オールストーリー・ウィークリー』1921年5月7日）
- The Time Professor （『アーゴシー・オールストーリー・ウィークリー』1921年1月8日）
- Around the Universe （『サイエンス・アンド・インヴェンション』1923年7月-）
- The Thought Machine （『アーゴシー・オールストーリー・ウィークリー』1923年5月26日）
- The Three Eyed Man （『アーゴシー・オールストーリー・ウィークリー』1923年7月7日）
- The Space-Time-Size Machine （『スリリング・ワンダー・ストーリーズ』1937年10月）
- The Man Who Saw too Much （『スリリング・ワンダー・ストーリーズ』1938年10月）
- World Upside Down （『スリリング・ワンダー・ストーリーズ』1940年10月）
- Tubby—Time Traveler （『スリリング・ワンダー・ストーリーズ』1942年12月）
- Tubby – Atom Smasher （『スリリング・ワンダー・ストーリーズ』1943年8月）
- Battle of the Solar System （『スリリング・ワンダー・ストーリーズ』1944年4月）
- The Gadget Girl （『スリリング・ワンダー・ストーリーズ』1944年秋、改題Gadget Girl、2013年）
- Tubby – Master of the Atom （『スリリング・ワンダー・ストーリーズ』1946年秋）
- Up and Atom （『スタートリング・ストーリーズ』1947年9月）

### 短編集
- Tales from the Scientific Crime Club、1925年
- Fire People and Around the Universe、1992年
- Wings of Horror and Other Stories、2011年
- The Ray Cummings Megapack、2013年
- Thrilling Mystery Stories、2014年
- War-Nymphs of Venus: The Complete Planet Stories Tales、2016年
- The Girl and the People of the Golden Atom、2019年

### アンソロジー
- Outpost Infinity / The White Invaders、2014年、レイモンド・F・ジョーンズ編
- Two-Timers、2014年、Malcolm Jameson編
- Gateway to Infinity / Around the Universe、2016年、スティーヴン・マーロウ編

### 漫画原作
- キャプテン・アメリカ 1941シリーズ
  - The Princess of the Atom、1943年25巻
  - The Princess of the Atom: Part II、1943年26巻
  - North of the Border、1943年27巻
  - The King of the Dinosaurs、1943年29巻
  - The Case of the “Phantom Engineer”、1943年29巻
  - The Case of the Headless Monster、1943年29巻
  - The House of the Laughing Death、1943年30巻

- その他
  - The Cylinder of Death、U.S.A. Comics 10巻 1943年
  - The Case of the Yellow Fire Monster、 All-Winners Comics 1941series 11巻、1943–1944年

## 注
1. ↑  野田昌宏「物質・宇宙・時間ロマンの作家」（『宇宙の果てを超えて』ハヤカワ文庫 1970年）
2. ↑  “Ray Cummings: Science Fiction Technology and Ideas”.   technovelgy.com. 2017年12月23日閲覧。